# Musica Republica
Musica Republica is een muzikaal festival dat sinds 2007 tweemaal jaarlijks werd georganiseerd in Rotterdam. Het evenement is onderdeel van Rotterdam Festivals en wordt georganiseerd door So Solid. 
Het evenement is vooral bekend onder jongeren in de Randstad. Er treden nationale en internationale DJ’s op, variërend van techno, club, minimal techno, house, electro, eclectic, urban en hiphop. 
Het festival wordt in de zomer in de buitenlucht gehouden. In 2007 en 2008 was dit op het bekende Llyod Multiplein in Rotterdam. Dit terrein ligt aan de voet van de Euromast en aan de rivier de Maas. Indoor is het evenement gehouden in de Maassilo gelegen aan de Maashaven. 
Artiesten die op dit festival hebben opgetreden zijn onder andere Roog, Erick E,  Don Diablo, Ben Sims, Darko Esser.